# Чипата
Чипата (англ. Chipata) — місто в Замбії, адміністративний центр Східної провінції країни.

## Географія
Місто розташоване за 8 кілометрів від кордону з Малаві, на дорозі, що сполучає Лілонгве (130 км) і Лусаку (550 км). Абсолютна висота — 1212 метрів над рівнем моря.

### Клімат
Місто знаходиться у зоні, котра характеризується вологим субтропічним кліматом. Найтепліший місяць — листопад із середньою температурою 26.1 °C (79 °F). Найхолодніший місяць — червень, із середньою температурою 17.8 °С (64 °F).
| Клімат Чипати           | Клімат Чипати | Клімат Чипати | Клімат Чипати | Клімат Чипати | Клімат Чипати | Клімат Чипати | Клімат Чипати | Клімат Чипати | Клімат Чипати | Клімат Чипати | Клімат Чипати | Клімат Чипати | Клімат Чипати |
| Показник                | Січ.          | Лют.          | Бер.          | Квіт.         | Трав.         | Черв.         | Лип.          | Серп.         | Вер.          | Жовт.         | Лист.         | Груд.         | Рік           |
| Абсолютний максимум, °C | 33            | 32            | 33            | 33            | 32            | 32            | 30            | 32            | 36            | 37            | 40            | 38            | 40            |
| Середній максимум, °C   | 27            | 27            | 27            | 26            | 26            | 24            | 25            | 26            | 30            | 32            | 32            | 28            | 27            |
| Середня температура, °C | 22            | 22            | 22            | 20            | 19            | 17            | 18            | 19            | 23            | 25            | 25            | 22            | 21            |
| Середній мінімум, °C    | 17            | 17            | 17            | 15            | 13            | 11            | 11            | 12            | 16            | 18            | 19            | 17            | 16            |
| Абсолютний мінімум, °C  | 15            | 14            | 12            | 10            | 8             | 7             | 6             | 6             | 7             | 12            | 14            | 12            | 6             |
| Норма опадів, мм        | 220           | 240           | 170           | 30            | 0             | 0             | 0             | 0             | 0             | 10            | 80            | 210           | 1000          |
| Вологість повітря, %    | 75            | 79            | 74            | 67            | 60            | 59            | 54            | 47            | 47            | 38            | 50            | 68            | 60            |
| ----------------------- | ------------- | ------------- | ------------- | ------------- | ------------- | ------------- | ------------- | ------------- | ------------- | ------------- | ------------- | ------------- | ------------- |
| Джерело: Weatherbase    |               |               |               |               |               |               |               |               |               |               |               |               |               |

## Історія
Раніше носило назву Форт Джеймсон. З 1899 по 1911 рр Чипата була столицею протекторату Північно-Східна Родезія.

## Економіка і транспорт

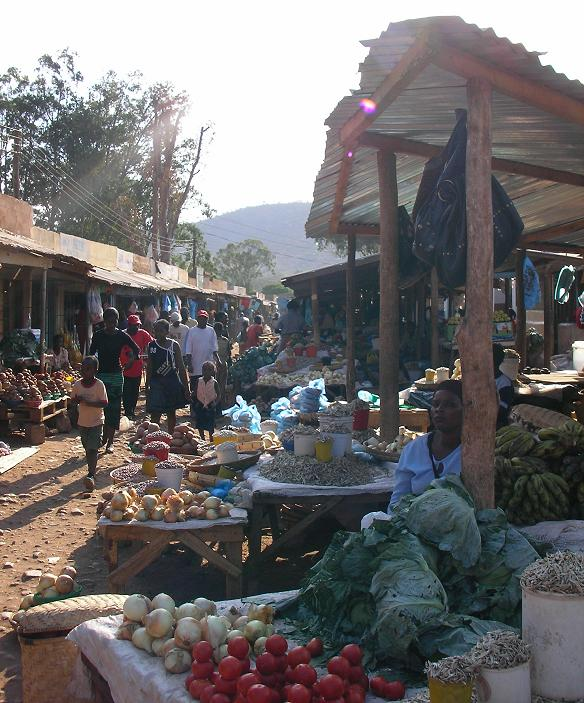
Суботній ринок в Чипаті

Місто є важливим центром торгівлі регіону. Є залізничне сполучення та злітно-посадкова смуга. У місті є англіканська церква Апостола Павла і мечеть. Чипата — популярний відправний пункт для подорожі до національного парку Південна Луангва.

## Населення
За даними на 2013 рік чисельність населення становить 122 148 осіб. Найпоширеніші мови населення — ньянджа та англійська. У Чипаті проживає велика кількість індійців.
| 1980  | 1990  | 2000  | 2013   |
| ----- | ----- | ----- | ------ |
| 32291 | 52213 | 73110 | 122148 |